# Атак
Атак (фр. Attaques) насеље је и општина у североисточној Француској у региону Север-Па де Кале, у департману Па де Кале која припада префектури Кале.
По подацима из 2011. године у општини је живело 1.958 становника, а густина насељености је износила 94,09 становника/km². Општина се простире на површини од 20,81 km². Налази се на средњој надморској висини од 3 метра (максималној 6 m, а минималној 0 m).

## Демографија
| 1962. | 1968. | 1975. | 1982. | 1990. | 1999. | 2011. |
| ----- | ----- | ----- | ----- | ----- | ----- | ----- |
| 1.773 | 1.790 | 1.775 | 1.878 | 1.887 | 1.821 | 1.958 |

График промене броја становника у току последњих година